# Großer Preis von Ungarn 2000
Der Große Preis von Ungarn 2000 (offiziell XVI Marlboro Magyar Nagydíj) fand am 13. August auf dem Hungaroring in Mogyoród statt und war das zwölfte Rennen der Formel-1-Weltmeisterschaft 2000.

## Berichte

### Hintergrund
Nach dem Großen Preis von Deutschland führte Michael Schumacher in der Fahrerwertung mit zwei Punkten vor David Coulthard und Mika Häkkinen. In der Konstrukteurswertung führte Ferrari mit vier Punkten vor McLaren-Mercedes und mit 80 Punkten vor Williams-BMW.
Mit Michael Schumacher, Jacques Villeneuve (jeweils zweimal) und Häkkinen (einmal) traten drei ehemalige Sieger zu diesem Grand Prix an.

### Training

#### Freitagstraining
Im ersten freien Training am Freitag erzielte Coulthard die schnellste Rundenzeit vor Häkkinen und Michael Schumacher.

#### Samstagstraining
Im Samstagstraining übernahm Michael Schumacher die Führungsposition vor Coulthard und seinem Teamkollegen Rubens Barrichello.

### Qualifying
Im Qualifying erzielte Michael Schumacher erneut die schnellste Runde und belegte die Pole-Position vor den beiden McLaren-Piloten Coulthard und Häkkinen.

### Warm Up
Coulthard erzielte dafür wieder im Warm Up die schnellste Runde. Zweiter wurde Michael Schumacher vor Barrichello.

### Rennen
Der Start gelang Michael Schumacher gut, allerdings war Häkkinen noch besser weggekommen. Er überholte Coulthard und setzte sich Seite an Seite mit Michael Schumacher, schnitt dessen Linie und setzte sich damit in der ersten Kurve an die Spitze, weiter hinten gab es keine Verschiebungen und das Feld kam ohne Zwischenfall durch. Nur Mika Salo verlor zwei Plätze; die neue Rangfolge nach der ersten Runde war: Häkkinen, Michael Schumacher, Coulthard, Ralf Schumacher, Barrichello, Heinz-Harald Frentzen, Giancarlo Fisichella, Jenson Button, Eddie Irvine und Alexander Wurz.
Häkkinen setzte sich von Michael Schumacher ab, an dem Coulthard jedoch nicht vorbeikam. Der Rest des Feldes fiel weiter zurück und verlor eine Sekunde pro Runde auf den Führenden. Ralf Schumacher fuhr langsamer als Barrichello, der ein schnelleres Auto hatte aber nicht an ihm vorbeikam. Es ereignete sich wenig, bis sich in der achten Runde Fisichella von der Strecke drehte und ein paar Plätze zurückfiel. Häkkinen war nun 4,1 Sekunden vor Michael Schumacher, 5,8 Sekunden vor Coulthard und fast 10 Sekunden vor Ralf Schumacher und Barrichello. Das Rennen beruhigte sich nun ohne weitere Überholmanöver. Häkkinen legte auf sich allein gestellt eine schnellste Runde nach der anderen hin, Michael Schumacher kam ihm nicht nach und konnte dagegen nichts ausrichten. Dafür setzte er sich leicht von Coulthard ab, der sich schon 10 Sekunden vor dem Duo Ralf Schumacher/Barrichello befand. In Runde 25 war Häkkinen 11 Sekunden vor Schumacher, 17 Sekunden vor Coulthard und 30 Sekunden vor Ralf Schumacher, der immer noch Barrichello direkt hinter sich hatte; 3 Sekunden hinter den beiden folgte Frentzen.
Michael Schumacher hatte das leichtere Auto als Häkkinen und kam bis auf 10 Sekunden Abstand heran, legte dann aber in Runde 27 einen Boxenstopp ein. Sein Bruder Ralf und Barrichello kamen kurz danach herein, dabei wurde Barrichello schneller abgefertigt und kam damit vor Ralf Schumacher wieder auf die Strecke. Häkkinen vergrößerte seinen Vorsprung auf Coulthard bis auf 20 Sekunden und legte in der 31. Runde seinen ersten Stopp ein. Coulthard kam in der nächsten Runde herein, nach den ersten Stopps war Häkkinen nun vor Michael Schumacher, Coulthard, Barrichello, Ralf Schumacher, Frentzen, Button, Irvine, Jarno Trulli und Pedro Diniz.
Häkkinen verlor nun eine Zehntelsekunde oder weniger pro Runde an Michael Schumacher, auf den er 13 Sekunden Vorsprung hatte. Coulthard war am schnellsten unterwegs und verkleinerte die Lücke zu Michael Schumacher auf 4,7 Sekunden. Barrichello hatte 17 Sekunden Rückstand auf Coulthard, aber 2 Sekunden Vorsprung auf Ralf Schumacher der langsam von Frentzen wegzog, dieser rangierte weitere 9 Sekunden dahinter und wurde von Button unter Druck gesetzt. In den nächsten 15 Runden reduzierte Coulthard den Abstand zu Michael Schumacher immer mehr und war schließlich in der 44. Runde nur noch 1,2 Sekunden hinter ihm. Das anschließende Überrunden von Gastón Mazzacane kostete ihn dann ein wenig Zeit, so dass Michael Schumacher die Lücke auf 1,9 Sekunden vergrößerte.
Coulthard verkleinerte den Abstand noch einmal bis in Runde 48, verlor aber beim Überrunden von Marc Gené noch einmal Zeit und war nun 2,3 Sekunden hinter Michael Schumacher. Weiter hinten fiel Button mit Hydraulikproblemen vor Frentzen zurück. Häkkinen befand sich 9 Sekunden vor Michael Schumacher und 11 Sekunden vor Coulthard als der Ferrari in der 49. Runde an die Box kam. Häkkinen blieb eine weitere Runde draußen und Coulthard stoppte in Runde 51 und gewann dadurch zwei Sekunden, kam aber trotzdem drei Zehntelsekunden hinter Michael Schumacher wieder auf die Strecke. Dahinter gab es keine weiteren Positionswechsel, nur Trulli war nun vor Irvine dank seiner 1-Stopp-Strategie. Michael Schumacher und Coulthard fuhren weiter schnell und begannen die 10-Sekunden-Lücke zu Häkkinen zu schließen. Dahinter hatte Button Probleme mit seinem Auto und wurde von Trulli überholt, kurz darauf auch noch vom dahinter fahrenden Irvine. Auch wenn sich der Abstand noch weiter verringerte, gewann Häkkinen vor Michael Schumacher, der direkt vor Coulthard ins Ziel kam. Barrichello wurde Vierter, Ralf Schumacher Fünfter und Frentzen Sechster.
In der Weltmeisterschaft übernahm Häkkinen zum ersten Mal in der laufenden Saison die Führung. Auch bei der Konstrukteurswertung übernahm McLaren die Spitzenposition, führte die Tabelle allerdings mit nur einem Punkt vor Ferrari an.

## Meldeliste
| Team                           | Nr. | Fahrer                | Chassis         | Motor                 | Reifen |
| ------------------------------ | --- | --------------------- | --------------- | --------------------- | ------ |
| West McLaren Mercedes          | 01  | Mika Häkkinen         | McLaren MP4/15  | Mercedes-Benz 3.0 V10 | B      |
| West McLaren Mercedes          | 02  | David Coulthard       | McLaren MP4/15  | Mercedes-Benz 3.0 V10 | B      |
| Scuderia Ferrari Marlboro      | 03  | Michael Schumacher    | Ferrari F1-2000 | Ferrari 3.0 V10       | B      |
| Scuderia Ferrari Marlboro      | 04  | Rubens Barrichello    | Ferrari F1-2000 | Ferrari 3.0 V10       | B      |
| Benson and Hedges Jordan       | 05  | Heinz-Harald Frentzen | Jordan EJ10B    | Mugen-Honda 3.0 V10   | B      |
| Benson and Hedges Jordan       | 06  | Jarno Trulli          | Jordan EJ10B    | Mugen-Honda 3.0 V10   | B      |
| Jaguar Racing                  | 07  | Eddie Irvine          | Jaguar R1       | Cosworth 3.0 V10      | B      |
| Jaguar Racing                  | 08  | Johnny Herbert        | Jaguar R1       | Cosworth 3.0 V10      | B      |
| BMW Williams F1 Team           | 09  | Ralf Schumacher       | Williams FW22   | BMW 3.0 V10           | B      |
| BMW Williams F1 Team           | 10  | Jenson Button         | Williams FW22   | BMW 3.0 V10           | B      |
| Mild Seven Benetton Playlife   | 11  | Giancarlo Fisichella  | Benetton B200   | Supertec 3.0 V10      | B      |
| Mild Seven Benetton Playlife   | 12  | Alexander Wurz        | Benetton B200   | Supertec 3.0 V10      | B      |
| Gauloises Prost Peugeot        | 14  | Jean Alesi            | Prost AP03      | Peugeot 3.0 V10       | B      |
| Gauloises Prost Peugeot        | 15  | Nick Heidfeld         | Prost AP03      | Peugeot 3.0 V10       | B      |
| Red Bull Sauber Petronas       | 16  | Pedro Diniz           | Sauber C19      | Petronas 3.0 V10      | B      |
| Red Bull Sauber Petronas       | 17  | Mika Salo             | Sauber C19      | Petronas 3.0 V10      | B      |
| Arrows F1 Team                 | 18  | Pedro de la Rosa      | Arrows A21      | Supertec 3.0 V10      | B      |
| Arrows F1 Team                 | 19  | Jos Verstappen        | Arrows A21      | Supertec 3.0 V10      | B      |
| Telefonica Minardi Fondmetal   | 20  | Marc Gené             | Minardi M02     | Fondmetal 3.0 V10     | B      |
| Telefonica Minardi Fondmetal   | 21  | Gastón Mazzacane      | Minardi M02     | Fondmetal 3.0 V10     | B      |
| Lucky Strike Reynard BAR Honda | 22  | Jacques Villeneuve    | BAR 002         | Honda 3.0 V10         | B      |
| Lucky Strike Reynard BAR Honda | 23  | Ricardo Zonta         | BAR 002         | Honda 3.0 V10         | B      |

## Klassifikationen

### Qualifying
| Pos. | Fahrer                | Konstrukteur      | Zeit     | Start |
| ---- | --------------------- | ----------------- | -------- | ----- |
| 01   | Michael Schumacher    | Ferrari           | 1:17,514 | 01    |
| 02   | David Coulthard       | McLaren-Mercedes  | 1:17,886 | 02    |
| 03   | Mika Häkkinen         | McLaren-Mercedes  | 1:17,922 | 03    |
| 04   | Ralf Schumacher       | Williams-BMW      | 1:18,321 | 04    |
| 05   | Rubens Barrichello    | Ferrari           | 1:18,330 | 05    |
| 06   | Heinz-Harald Frentzen | Jordan-Mugen      | 1:18,523 | 06    |
| 07   | Giancarlo Fisichella  | Benetton-Supertec | 1:18,607 | 07    |
| 08   | Jenson Button         | Williams-BMW      | 1:18,699 | 08    |
| 09   | Mika Salo             | Sauber-Petronas   | 1:18,748 | 09    |
| 10   | Eddie Irvine          | Jaguar-Cosworth   | 1:19,008 | 10    |
| 11   | Alexander Wurz        | Benetton-Supertec | 1:19,259 | 11    |
| 12   | Jarno Trulli          | Jordan-Mugen      | 1:19,266 | 12    |
| 13   | Pedro Diniz           | Sauber-Petronas   | 1:19,451 | 13    |
| 14   | Jean Alesi            | Prost-Peugeot     | 1:19,626 | 14    |
| 15   | Pedro de la Rosa      | Arrows-Supertec   | 1:19,897 | 15    |
| 16   | Jacques Villeneuve    | BAR-Honda         | 1:19,937 | 16    |
| 17   | Johnny Herbert        | Jaguar-Cosworth   | 1:19,956 | 17    |
| 18   | Ricardo Zonta         | BAR-Honda         | 1:20,272 | 18    |
| 19   | Nick Heidfeld         | Prost-Peugeot     | 1:20,481 | 19    |
| 20   | Jos Verstappen        | Arrows-Supertec   | 1:20,609 | 20    |
| 21   | Marc Gené             | Minardi-Fondmetal | 1:20,654 | 21    |
| 22   | Gastón Mazzacane      | Minardi-Fondmetal | 1:20,905 | 22    |

### Rennen
| Pos. | Fahrer                | Konstrukteur      | Runden | Stopps | Zeit        | Start | Schnellste Runde |
| ---- | --------------------- | ----------------- | ------ | ------ | ----------- | ----- | ---------------- |
| 1    | Mika Häkkinen         | McLaren-Mercedes  | 77     | 2      | 1:45:33,869 | 03    | 1:20,028 (33.)   |
| 2    | Michael Schumacher    | Ferrari           | 77     | 2      | + 7,917     | 01    | 1:20,762 (22.)   |
| 3    | David Coulthard       | McLaren-Mercedes  | 77     | 2      | + 8,455     | 02    | 1:20,641 (29.)   |
| 4    | Rubens Barrichello    | Ferrari           | 77     | 2      | + 44,157    | 05    | 1:20,520 (42.)   |
| 5    | Ralf Schumacher       | Williams-BMW      | 77     | 2      | + 50,437    | 04    | 1:21,211 (45.)   |
| 6    | Heinz-Harald Frentzen | Jordan-Mugen      | 77     | 2      | + 1:08,099  | 06    | 1:20,640 (58.)   |
| 7    | Jarno Trulli          | Jordan-Mugen      | 76     | 1      | + 1 Runde   | 12    | 1:21,483 (71.)   |
| 8    | Eddie Irvine          | Jaguar-Cosworth   | 76     | 2      | + 1 Runde   | 10    | 1:21,572 (70.)   |
| 9    | Jenson Button         | Williams-BMW      | 76     | 2      | + 1 Runde   | 08    | 1:21,423 (33.)   |
| 10   | Mika Salo             | Sauber-Petronas   | 76     | 2      | + 1 Runde   | 09    | 1:21,372 (32.)   |
| 11   | Alexander Wurz        | Benetton-Supertec | 76     | 2      | + 1 Runde   | 11    | 1:21,483 (34.)   |
| 12   | Jacques Villeneuve    | BAR-Honda         | 75     | 3      | + 2 Runden  | 16    | 1:21,163 (48.)   |
| 13   | Jos Verstappen        | Arrows-Supertec   | 75     | 2      | + 2 Runden  | 20    | 1:22,366 (27.)   |
| 14   | Ricardo Zonta         | BAR-Honda         | 75     | 2      | + 2 Runden  | 18    | 1:22,633 (30.)   |
| 15   | Marc Gené             | Minardi-Fondmetal | 74     | 3      | + 3 Runden  | 21    | 1:23,388 (53.)   |
| 16   | Pedro de la Rosa      | Arrows-Supertec   | 73     | 2      | + 4 Runden  | 15    | 1:23,820 (04.)   |
| –    | Gastón Mazzacane      | Minardi-Fondmetal | 68     | 3      | DNF         | 22    | 1:23,912 (29.)   |
| –    | Johnny Herbert        | Jaguar-Cosworth   | 67     | 2      | DNF         | 17    | 1:22,439 (30.)   |
| –    | Pedro Diniz           | Sauber-Petronas   | 62     | 2      | DNF         | 13    | 1:21,491 (47.)   |
| –    | Giancarlo Fisichella  | Benetton-Supertec | 31     | 2      | DNF         | 07    | 1:22,933 (07.)   |
| –    | Nick Heidfeld         | Prost-Peugeot     | 22     | 1      | DNF         | 19    | 1:23,644 (16.)   |
| –    | Jean Alesi            | Prost-Peugeot     | 11     | 2      | DNF         | 14    | 1:24,106 (07.)   |

## WM-Stände nach dem Rennen
Die ersten sechs des Rennens bekamen 10, 6, 4, 3, 2 bzw. 1 Punkt(e).

### Fahrerwertung
| Pos. | Fahrer                | Konstrukteur      | Punkte |
| ---- | --------------------- | ----------------- | ------ |
| 01   | Mika Häkkinen         | McLaren-Mercedes  | 64     |
| 02   | Michael Schumacher    | Ferrari           | 62     |
| 03   | David Coulthard       | McLaren-Mercedes  | 58     |
| 04   | Rubens Barrichello    | Ferrari           | 49     |
| 05   | Giancarlo Fisichella  | Benetton-Supertec | 18     |
| 06   | Ralf Schumacher       | Williams-BMW      | 16     |
| 07   | Jacques Villeneuve    | BAR-Honda         | 11     |
| 08   | Jenson Button         | Williams-BMW      | 8      |
| 09   | Jarno Trulli          | Jordan-Mugen      | 6      |
| 10   | Mika Salo             | Sauber-Petronas   | 6      |
| 11   | Heinz-Harald Frentzen | Jordan-Mugen      | 6      |
| 12   | Eddie Irvine          | Jaguar-Cosworth   | 3      |

| Pos. | Fahrer           | Konstrukteur      | Punkte |
| ---- | ---------------- | ----------------- | ------ |
| 13   | Jos Verstappen   | Arrows-Supertec   | 2      |
| 14   | Pedro de la Rosa | Arrows-Supertec   | 2      |
| 15   | Ricardo Zonta    | BAR-Honda         | 1      |
| 16   | Pedro Diniz      | Sauber-Petronas   | 0      |
| 17   | Alexander Wurz   | Benetton-Supertec | 0      |
| 18   | Johnny Herbert   | Jaguar-Cosworth   | 0      |
| 19   | Marc Gené        | Minardi-Fondmetal | 0      |
| 20   | Nick Heidfeld    | Prost-Peugeot     | 0      |
| 21   | Gastón Mazzacane | Minardi-Fondmetal | 0      |
| 22   | Jean Alesi       | Prost-Peugeot     | 0      |
| 23   | Luciano Burti    | Jaguar-Cosworth   | 0      |

### Konstrukteurswertung
| Pos. | Konstrukteur      | Punkte |
| ---- | ----------------- | ------ |
| 01   | McLaren-Mercedes  | 112    |
| 02   | Ferrari           | 111    |
| 03   | Williams-BMW      | 24     |
| 04   | Benetton-Supertec | 18     |
| 05   | BAR-Honda         | 12     |
| 06   | Jordan-Mugen      | 12     |

| Pos. | Konstrukteur      | Punkte |
| ---- | ----------------- | ------ |
| 07   | Sauber-Petronas   | 6      |
| 08   | Arrows-Supertec   | 4      |
| 09   | Jaguar-Cosworth   | 3      |
| 10   | Minardi-Fondmetal | 0      |
| 11   | Prost-Peugeot     | 0      |

Anmerkungen
1. ↑  Aufgrund eines fehlenden FIA-Siegels an Mika Häkkinens Auto beim Großen Preis von Österreich wurden McLaren-Mercedes nachträglich zehn Konstrukteurspunkte aberkannt.